# 水溜りボンド
水溜りボンド（みずたまりボンド）は、カンタとトミーによる日本の2人組YouTuberである。UUUM所属。キャッチコピーは「発想豊かな2人組動画クリエーター」。

## 経歴
青山学院大学のお笑いサークルで出会い、漫才コンビを結成。その後、キングオブコント2014にて準々決勝まで駒を進めた。サークルの先輩にはさすらいラビー宇野、後輩にはペコリーノがいた。
2014年10月6日にYouTubeにて「水溜りボンド」チャンネルを開設。2015年1月に動画投稿を開始。現在では削除されてしまっているが、2015年以前にも何本か動画を投稿していた。投稿理由は「動画配信ならライブ会場まで来てもらわなくても自分たちのネタを気軽に観てもらえる」と思ったから。また、結成当時は2人組のYouTuberは珍しかったという。
2015年11月1日にUUUM NETWORKからUUUMに移籍することを発表。なお、どちらのMCNも同じUUUM株式会社が運営している。
最初にYouTubeに投稿した動画は100回再生される程度であったが、毎日20時に動画を投稿することを続け、1年半後の2016年6月にはチャンネル登録者数は65万人となった。同年9月16日には、メインチャンネルのチャンネル登録者数100万人を達成する。
2016年12月31日から2017年1月1日にかけて、テレビ神奈川の大晦日の年越し特番「おまえ、テレビでてるってよ!!」にコメンタリーとして出演した。
2017年7月21日に、メインチャンネルのチャンネル登録者数200万人を達成。それに伴い、動画のオープニングが追加、及びエンディングが刷新された。
2018年4月1日より、以前に動画の企画で開設されたYouTubeチャンネル「ラファオワチャンネル」で1か月間限定で毎日投稿。12月31日23時59分59秒までにチャンネル登録者数が100万人を突破しなければチャンネルを必ず削除することを宣言。
2018年4月、サブチャンネルのチャンネル登録者数が100万人を突破したことに伴って、サブチャンネル名を「水溜りボンド２(サブ)」から「水溜りボンドの日常」に変更。
2018年6月14日、メインチャンネルのチャンネル登録者数が300万人を突破。それに伴って、4日後の6月18日より動画のオープニング、エンディング及びチャンネルアイコンが更新された。

2018年12月31日、ラファオワチャンネルは「完」というタイトルの動画で、日付変更線から逃げるという名目のもと、11時間だけ削除の期限を延長したものの、チャンネル登録者は328,310人と100万人には及ばず、約8か月の活動の幕を閉じた。
2019年4月24日から5月8日の間、水溜りボンドの2人を中心人物として東海オンエア、パオパオチャンネル、アバンティーズと共に、予てより夢のひとつと公言していたSHIBUYA109のシリンダー広告として渋谷の街を彩った。渋谷109が40周年を記念し、109ロゴがリニューアルされたため、109ロゴリニューアル後初のシリンダー広告でもある。同期間、SHIBUYA109・ABENO109内にてポップアップストアを営業。自身らを中心とした109とのコラボグッズを販売。4月28日から5月8日の間には渋谷MAG7にてコラボカフェを営業、コラボフード全9品を販売。
2019年12月28日、新居への引越しを機に、2017年の途中より同居しながら家事手伝い、動画出演・編集のサポートをしてきた後輩らとは別々の道を歩むこととなる。そのうちPさんは、YouTuberとして独立。また、2人は別居となる。
2020年8月13日、2015年1月1日から毎日続けてきた毎日投稿を2020年いっぱいで終了することを発表した。
2021年6月18日、緊急事態宣言下にもかかわらずパーティーにトミーを含む31人が参加した。これに関し、トミーとカンタ両名による謝罪動画が投稿され、トミーは活動休止を発表する事態となった。また、パーティーが行われた店はトミーが経営する店舗であり、報道直後から営業を停止し、そのまま7月中に閉店となった。7月17日にチャンネルが更新され、カンタ単独の改めての謝罪動画が投稿された。動画内で、トミーの活動復帰は全くの未定としながらも、「誠に勝手ながら、水溜りボンドがこのような形で僕は終わりたくはありません」と解散を否定している。以降はカンタのみで動画投稿活動を継続した。
2021年12月2日、自粛していたトミーが復帰し、2人で活動を再開させた。

## メンバー

### カンタ
- メンバーカラー：    水色
- 1994年4月4日生まれ。
- マレーシア出身。
- 身長167cm、血液型B型[18]。
- 本名：佐藤 マイケル 寛太（さとう まいける かんた）
- 青山学院高等部、青山学院大学卒業。
- 趣味はランニング、英語、バスケットボール、動画編集[19]。
- 好きな音楽のジャンルは邦楽ロック。好きなアーティストはUVERworld、MY FIRST STORY、ONE OK ROCK、SiM、My Hair is Bad、サカナクション、神山羊、星野源など。
- 主にメインチャンネルの動画の編集と企画を担当している。2017年まではサブチャンネルの編集も担当していた。
- 納豆や野菜が嫌い。好きな食べ物はエビだったが、甲殻類アレルギーと思われる症状が出て以降は食べるのを控えていた。その後、2019年10月1日公開の動画で、検査の結果甲殻類アレルギーではなかったことが判明し、約2年半ぶりにエビを口にした[20]。また、極度のたっくーTVアレルギーであり、澤村拓斗氏が近づくと蕁麻疹が起こると話している。
- 父親の仕事の関係で、小学生の頃はシカゴに在住していた[21]。マレーシア出身のため、両親ともに日本人だが、ミドルネームを持っている[21]。
- 中学高校ともにバスケットボール部に所属し、副部長と部長を経験したことがある[21][22]。動画内では、同じく中高バスケットボール経験者であるコムドットのゆうたと対戦した[23]。
- 幼稚園時代から剣道を経験し、小学校時代には全米大会を連覇した経験がある[21]。
- 自身の一重[24][25]を少々気にしている[25]。
- 2022年末に、突発性難聴の診断を受けた[26]。

#### 個人活動
2018年、動画の企画で後輩のPさん、キイチとともに音楽ユニット「無人島集団カキピー」を結成。『無人島の唄』をリリースし、U-FESでも披露した。2019年にはキイチとともに『猿でもわかる』をリリースした。
2018年より「佐藤寛太」名義でMV監督業も行っている。主な監督作品に岸洋佑の『ごめんね』、室井雅也の『季節のグルーヴ』、秋山黄色の『サーチライト』、青春ヶ丘俊光の『SPLENDOR』などがある。
2021年5月2日より、個人チャンネル「カンタの大冒険」が始動している。

### トミー
- メンバーカラー：    青
- 1993年7月26日生まれ。
- 千葉県出身。
- 身長172cm、血液型A型。
- 本名：富永 知義（とみなが ともよし）
- 青山学院大学卒業。
- 趣味は映画、読書、渓流釣り[21]。
- 好きなアーティストはMr.Children[30]。
- 主にサブチャンネルの動画の編集（2017年〜）と企画とイベント、グッズの企画を担当している。大食い、早食いが得意であり、YouTuber界の「早食い四皇」の一角とされる[31]。
- 高校卒業後に、一浪して青山学院大学に合格。センター試験の日本史で100点（満点）を取った[32]。
- 鳩とネズミが大嫌い[33][34]。
- 絶叫マシンやお化け屋敷が苦手[35]。
- 高所恐怖症[35]。
- 長髪がトレードマークだったが、2020年11月に坊主頭になった[36]。
- 水泳の経験者でもある[21]。

#### 個人活動
2018年、動画の企画の罰ゲームで後輩のキイチと「轟!!!」というMVをリリース。2019年、相方のカンタに続き「オリーブの枝」という個人MVをリリース。
2019年から名前を出さない形での個人活動としてYouTubeチャンネル「告ったり、フラれたり」を作成し、ショートドラマの監督・脚本を務めていた。このことは相方のカンタにも明かしていなかった。
2020年、トミー27歳の誕生日を記念して、カンタから個人チャンネルが贈られ、「とみビデオ」が始動した。

## 特徴
- 動画内容は実験や検証、都市伝説などが多い[2]。ドッキリ企画も多い。以前は実験系でもあまり予算はかけておらず、動画1回の平均予算は大体500円程度であったという[40]。
- 米村でんじろうとその弟子である市岡元気や、ワクワクさん、GENERATIONSのメンバーなど、ゲストを呼んでコラボすることも多い。キン一族のHIKAKINやSEIKIN、デカキン、さらには、はじめしゃちょー、フィッシャーズ、東海オンエア、パオパオチャンネル、ヒカル、木下ゆうか、ワタナベマホト、アバンティーズ、たっくーTVれいでぃお、くまみき、PDS株式会社、桐崎栄二、コムドット、ばんばんざいなど、さまざまなYouTuberともコラボ経験がある。おるたなChannelとはどちらも大学のお笑いサークル出身コンビであるという共通点もあり、活動初期からコラボすることが多い。「おるたなChannel」、「水溜りボンド」、「スカイピース」の3組の2人組YouTuberの「おる溜りピース」としての企画は好評であり、しばしばコラボ動画が公開されている[41]。
- コンビの意向として、下ネタを避けた動画作りを意識しており、家族や若年層も安心して閲覧出来る動画内容となっていることも視聴者獲得に大きく影響していることから、YouTuberファンの間で「YouTube界のNHK」と称されている[42]。
- 両者とも読書家であり、星新一のファンであるという。大学時代に、コント作成の参考材料としてトミーがカンタに星新一のショートショート作品を貸したことがあるが、いまだに返却されていない（2019年8月10日に公開された動画、「5年前に借りパクした本を凍らせて返してみた」にて返却されたと思われたが、凍らされたものはダミーであり、実物はカンタの実家にあるという[43]）。
- 動画は「はいどーも水溜りボンドです。お願いします。ね。毎日動画頑張っていきましょう。トミーです。カンタです。お願いします。」という決まった挨拶から必ず始まる[44]。

## コンビ名
- コンビ名は、お笑いコンビとして結成の際に、2人で出し合った言葉（トミーが「水溜り」、カンタが「ボンド」）を組み合わせて名付けた[7]。後付けではあるが、ボンドには接着剤という意味だけではなく「bond（絆）」という意味もある。
- コンビ名を決めるにあたっては、漢字とカタカナを用いることで「ちょっととがった感じでいこう」と考えていたと述べている[45]。

## 出演

### テレビ

#### バラエティー
- おまえ、テレビでてるってよ!!（2016年12月31日、テレビ神奈川）
- 水溜りボンドが何かするってよ（2020年9月4日 - 25日、テレビ神奈川）
- 水溜りボンドの○○いくってよ（2020年10月3日 - 2021年6月19日、テレビ神奈川[46][47]。日テレ無料TADA!〔日本テレビの動画配信サービス〕[48]とTVer〔tvk番組では初〕でも配信[49]）
- NHKでやらなさそうなアレ（仮）（2024年 - 、NHK総合、深夜に不定期放送の実験番組枠）
  - 水溜りボンドの青春爆食メシ!（2024年2月3日）[50]※企画第1弾
  - 水溜りボンドが子守!?やすスケの突撃きょうの晩ごはんをあてろ（2024年3月3日）[51]
  - 水溜りボンドが学生とマグロを食べつくす!ルームツアー企画も!（2024年5月26日）[52]
  - 若者の間で昭和ブーム?そしてまたあう日まで（2024年6月9日）[53]

#### ウェブ
- 水溜りボンドの青春動画荘（2021年4月16日 - 7月2日、ABEMA）[54]

#### テレビドラマ
- 世にも奇妙な物語 '18秋の特別編（2018年11月10日、フジテレビ）[55]
  - 「脱出不可」 - 渋谷孝明 役（カンタ）
  - 「あしたのあたし」 - 焼きそば屋 役（トミー）
- おカネの切れ目が恋のはじまり 第2話（2020年9月22日、TBSテレビ） - コメンテーター 役（トミー）[56]　※トミーのみ出演
- 先生を消す方程式。第7話 （2020年12月12日、テレビ朝日）- 警察官 役（カンタ）、刑事 役（トミー）[57]
- ユーチューバーに娘はやらん! 第5話 （2022年2月21日、テレビ東京）- 本人 役（カンタ）※カンタのみ出演

#### アニメ
- あはれ!名作くん 60話（2017年9月29日、Eテレ）[58]
  - みずたまりぼんど - カンタ 役（カンタ）、トミー 役（トミー）

### CM
- Googleアプリ「Googleサマーチャレンジ #絶対寝れる動画」（2016年）
- 大正製薬 リポビタンD「YouTuber」篇（2017年）
- Paidy ｢水溜りボンドもPaidy」篇（2019年）[59]
- ソフトバンク「もしも平成元年に僕らがいたら」（2019年）[60] ※Web広告
- レッドブル「おバカなレースに大まじめ レッドブル・ボックスカートレース 2019」（2019年）
- 三井住友カード「番号裏面・タッチ決済」篇 、「利用制限・利用通知・使いすぎ防止アラート」編、「他社含めこれ1つで管理」編（2020年）[61]※Web広告
- リクライブ「人事の悩み」篇 （2021年）[62]

### 映画
- 隙間男（2018年12月12日公開、YouTube Originalsで配信）
- 貞子（2019年5月24日公開、KADOKAWA） - 本人 役[63]

### ラジオ
- 水溜りボンドのオールナイトニッポン0(ZERO)（2019年7月13日・2020年1月1日・4月3日 − 2022年3月27日、ニッポン放送） ※2020年4月3日 - 2021年3月26日放送回までは毎週金曜日の週1回放送、2021年4月25日放送回から最終回までは毎月最終土曜日の月1回放送となった[注 1][64][65]。

### MV
- 新しい地図「雨あがりのステップ」（2018年）[66]
- スカイピース「分かれ道」（2019年）[67][68]

### 音楽
- メドレーBGM（2023年12月11日/AnyMind Music）

### その他コンテンツ
- シネマ小説 第5弾『前の住人がやって来た』（2019年6月21日、チャット小説アプリ「peep」） - 安田 役（カンタ）　※カンタのみ出演